# Relations entre la Palestine et l'Union européenne

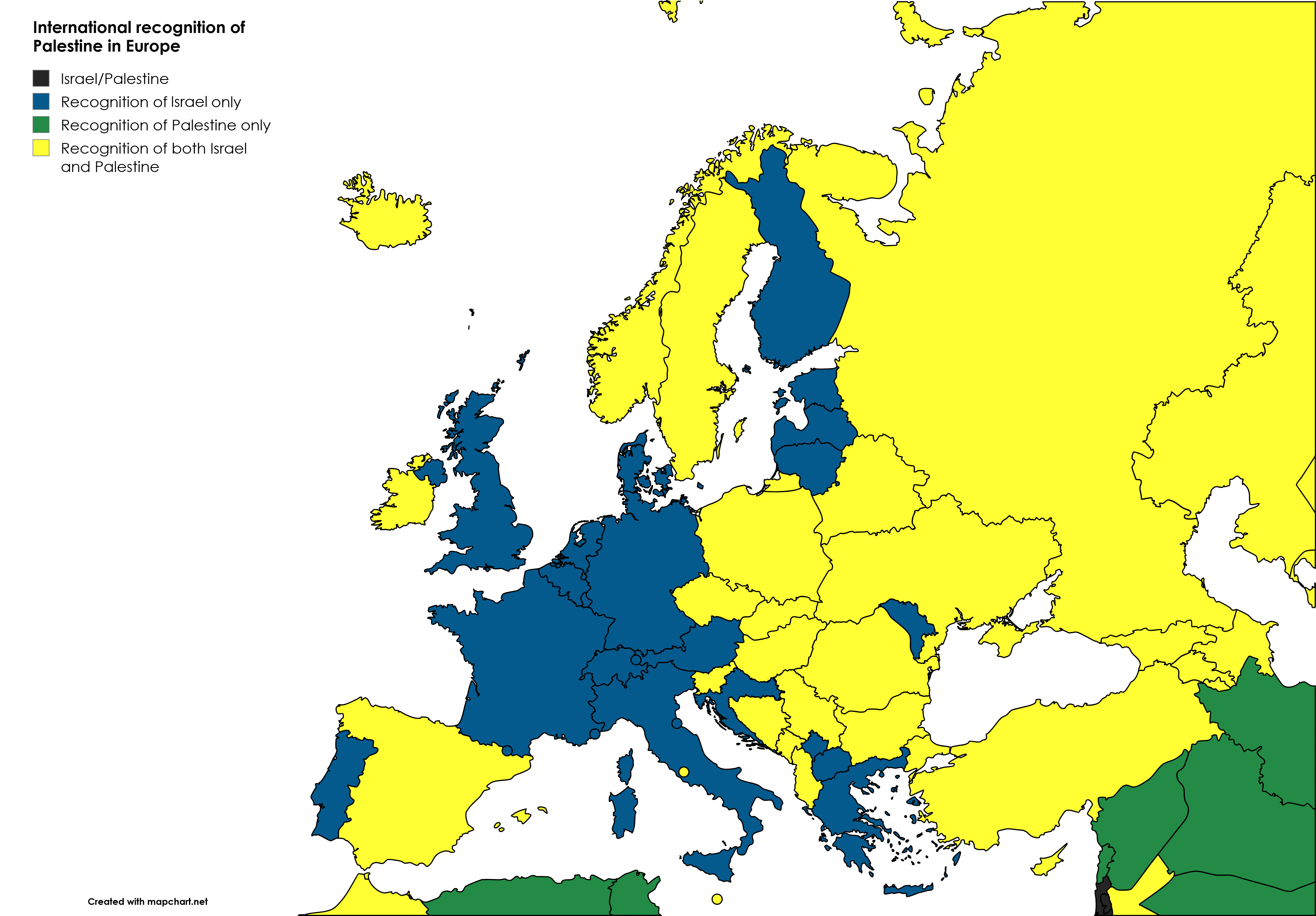
Reconnaissance d'Israel et de la Palestine en Europe.
Pays reconnaissant Israël et la Palestine
Pays reconnaissant uniquement Israël
Pays reconnaissant uniquement la Palestine
Israël/Palestine

Les relations entre la Palestine et l'Union européenne sont en fait les relations de l’Union avec l’organisation de libération de la Palestine (OLP) qui ont débuté en 1975 dans le cadre du dialogue euro-arabe. L'Union est membre du Quartet et est le deuxième plus importants fournisseurs d'aide aux Palestiniens,,.

## Historique
Le 13 juin 1980, les États membres des Communautés européennes se sont réunis pour reconnaître, dans la déclaration de Venise, le droit à l'autonomie des Palestiniens et le droit de l'organisation de libération de la Palestine à participer aux initiatives de paix.

## Sources

## Compléments